# سبستيان تليي

ِ

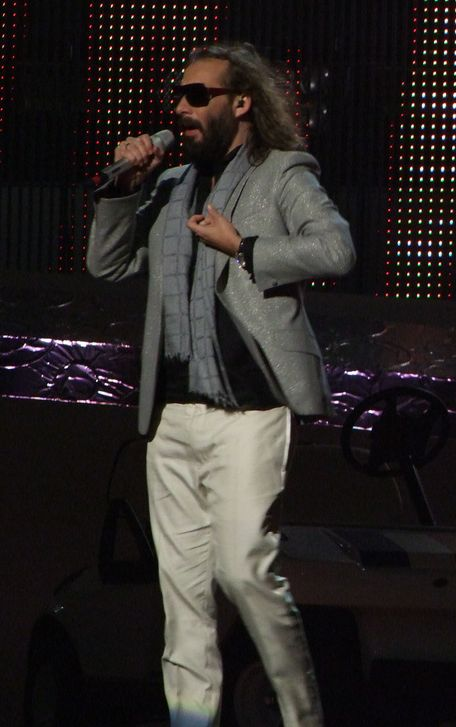
سبستيان تليي

سبستيان تليي (بالفرنسية: Sébastien Tellier)‏ (ولد في 1975 بباريس) هو موسيقي ومغني فرنسي. مثل فرنسا بمسابقة الأغنية الإوربية يوروفيجين لعام 2008 في صربيا وواجهت مشاركته العديد من الانتقادات لأنه سيشارك بأغنية بالإنجليزية، لكن ولأجل هذه الانتقادات اضطر تليي لإدخال بعض الجمل الفرنسية على الأغنية.

## وصلات خارجية
- سبستيان تليي على موقع IMDb (الإنجليزية)
- سبستيان تليي على موقع ألو سيني (الفرنسية)
- سبستيان تليي على موقع ميوزك برينز (الإنجليزية)
- سبستيان تليي على موقع أول ميوزيك (الإنجليزية)
- سبستيان تليي على موقع ديسكوغز (الإنجليزية)
- سبستيان تليي على موقع قاعدة بيانات الفيلم (الإنجليزية)
- موقع الوب الرسمي